# Svarthagstjärnen
Svarthagstjärnen är en sjö i Arvika kommun i Värmland och ingår i Göta älvs huvudavrinningsområde. Svarthagstjärnen ligger i Rödvattnet-Majendal Natura 2000-område. Sjöns area är 0,035 kvadratkilometer och den befinner sig 200 meter över havet.